# The network is the computer
 (mars 2025).
La mise en forme du texte ne suit pas les recommandations de Wikipédia : il faut le « wikifier ».
Les points d'amélioration suivants sont les cas les plus fréquents. Le détail des points à revoir est peut-être précisé sur la page de discussion.
- Les titres sont pré-formatés par le logiciel. Ils ne sont ni en capitales, ni en gras.
- Le texte ne doit pas être écrit en capitales (les noms de famille non plus), ni en gras, ni en italique, ni en « petit »…
- Le gras n'est utilisé que pour surligner le titre de l'article dans l'introduction, une seule fois.
- L'italique est rarement utilisé : mots en langue étrangère, titres d'œuvres, noms de bateaux, etc.
- Les citations ne sont pas en italique mais en corps de texte normal. Elles sont entourées par des guillemets français : « et ».
- Les listes à puces sont à éviter, des paragraphes rédigés étant largement préférés. Les tableaux sont à réserver à la présentation de données structurées (résultats, etc.).
- Les appels de note de bas de page (petits chiffres en exposant, introduits par l'outil «  Source ») sont à placer entre la fin de phrase et le point final[comme ça].
- Les liens internes (vers d'autres articles de Wikipédia) sont à choisir avec parcimonie. Créez des liens vers des articles approfondissant le sujet. Les termes génériques sans rapport avec le sujet sont à éviter, ainsi que les répétitions de liens vers un même terme.
- Les liens externes sont à placer uniquement dans une section « Liens externes », à la fin de l'article. Ces liens sont à choisir avec parcimonie suivant les règles définies. Si un lien sert de source à l'article, son insertion dans le texte est à faire par les notes de bas de page.
- La présentation des références doit suivre les conventions bibliographiques. Il est recommandé d'utiliser les modèles {{Ouvrage}}, {{Chapitre}}, {{Article}}, {{Lien web}} et/ou {{Bibliographie}}. Le mode d'édition visuel peut mettre en forme automatiquement les références.
- Insérer une infobox (cadre d'informations à droite) n'est pas obligatoire pour parachever la mise en page.

Pour une aide détaillée, merci de consulter Aide:Wikification.
Si vous pensez que ces points ont été résolus, vous pouvez retirer ce bandeau et améliorer la mise en forme d'un autre article.
« The network is the computer! » (« le réseau est l'ordinateur » ou « l'ordinateur c'est le réseau ! », en français) est un slogan qui vante l'importance d'Internet et ses ancêtres dans l'amélioration collaborative de l'informatique, l'utilisateur pouvant pour en bénéficier piocher au-delà de la machine qu'il détient, qu'il s'agisse de l'informatique distribuée apparue des années 1970, des progrès dans les systèmes d'exploitation Unix du début de la décennie suivante, des applications placées sur des serveurs distants puis grappe de serveurs dans les années 1990, ou encore du Partage de fichiers en pair-à-pair et du Cloud au XXe siècle.
Parfois traduit dans le mauvais sens par la presse française, selon le quotidien Le Monde,, ce qui fut le cas aussi dans d'autres pays, le slogan résume aussi une série de stratégies commerciales et technologiques visant à tirer sa force de l'accroissement très rapide des ressources disponibles sur Internet pour développer sa part de marché. L'une d'elle a été déployée à partir de 1996 par le constructeur informatique Sun Microsystems, l'éditeur de bases de données Oracle et Netscape, célèbre pour avoir conçu le premier navigateur internet, alors leader mondial, avant l'avènement de Google chrome. Cette alliance a combattu pendant des années le « Wintel Monopoly » constitué d'Intel et Microsoft, qui à l'époque monopolisaient les microprocesseurs et systèmes d'exploitation contenu dans l'ordinateur personnel, au moment où sa très forte expansion exigeait une amélioration des performances et des ressources disponibles.
Le magazine Wired qualifie cette phrase de « truisme de la Silicon Valley », pour dire que les ordinateurs « doivent être mis en réseau, sinon ils ne sont pas des ordinateurs ».

## Histoire

### Années 1970
Le réseau du NPL est devenu opérationnel en 1969, suivi de l’Arpanet au même moment, constitutant les deux premiers réseaux à utiliser la commutation par paquets,.
L'idée de réseaux performants et critiques est aussi portée la même année par la Société internationale de télécommunication aéronautique (SITA), fondée à la fin de l'année 1947, l'Organisation de l'aviation civile internationale (OACI)pour améliorer la coordination des télécommunications entre compagnies aériennes alors que KLM propose la création d'un réseau de télécommunications, exclusivement réservé aux compagnies aériennes, malgré les réticences d'Air France. C'est ainsi seulement en 1969 que nait le premier réseau mondial destiné aux professionnels de l'aérien, permettant la gestion du trafic de données en temps réel via un réseau à commutation de paquets construit à base de lignes louées. Elle remplace alors les principaux nœuds de son réseau, avec des lignes vocales organisées pour agir comme un réseau de commutation de paquets de 240 octets,, mais il faudra attendre 1991 pour que la SITA commercialise ses services au autres entreprises, via une filiale nommée Scitor.
Côté Français, l'année 1970 est celle de l'investissement du plan calcul dans la recherche d'un réseau de téléinformatique innovant et précurseur d'Internet, qui se concrétise l'année suivante par le Cyclades, qui a un budget nettement plus important qu'Arpanet lors de sa création fin 1971.

### Années 1980

#### En 1986 en France
Selon l'universitaire Valérie Schafer, ce slogan a présidé à la création en 1986 de la société Chorus systèmes, qui utilise la technologie ChorusOS, développée à l'Institut national de recherche en informatique et en automatique (IRIA).
Son PDG Hubert Zimmermann et son directeur technique Michel Gien avaient participé ensemble à la création du réseau Cyclades créé fin 1971 par Louis Pouzin, également à l'IRIA. Le premier avait joué un rôle important dans la définition et l'affinage du protocole TCP/IP entre 1972 et 1973, en tant que responsable des protocoles du réseau Cyclades, puis une place très importante dans l'élaboration consensuelle de l’architecture OSI qui en 1977 devient réellement une norme,,.
La petite dizaine de chercheurs partis fonder Chorus systèmes en 1986, parmi lesquels plusieurs venaient aussi des laboratoires des PTT, souhaitaient "inventer un nouveau modèle de système d'exploitation, dit réparti, capable de gérer plusieurs ordinateurs connectés entre eux via un réseau", créant un "système réparti multiprocesseur", améliorant Unix au moment d'un engouement mondial pour , depuis la publication en août 1983, de 4.2BSD, première version d'Unix qui inclut la nouvelle pile TCP/IP, dans le sillage de la version d'Unix publiée gratuitement en 1979 par les Laboratoires Bell du  géant américain du téléphone AT&T, la première "réellement portable" d'un univers informatique à l'autre, issue en partie des concepts Multics, AT&T découvrant vite, ensuite, "qu’on peut gagner de l’argent avec les licences UNIX". Chorus systèmes a ainsi développé un OS pour les supercalculateurs d'ICL, Cray Research et Unisys, sans oublier le leader "ATT Unix Systems Laboratories" (USL), puis pour les équipementiers des télécoms, comme Ericsson, Nokia, Nortel, Fujitsu et Lucent, sous forme de micronoyaux, simples, sûrs et légers, adaptés aux petits formats, en prévision du développement, du téléphone mobile, inéluctable selon Chorus systèmes.

#### En 1987 aux États-Unis
Le slogan apparait aussi, un an après, de l'autre côté de l'Atlantique, en 1987, année du du deuxième pire krach boursier du XXe siècle suivi dès le lendemain par l'achat par le téléphoniste américain ATT de 20% du capital de Sun Microsystems, premier fabricant d'ordinateurs sous système d'exploitation Unix. Le slogan est alors placé l'une des trois pages  achetées dans le Wall Street Journal par le constructeur informatique pour vanter son lancement du microprocesseur propriétaire Sparc et sa capacité à imposer sa version d'Unix comme une référence unifiant le marché, grâce au développement d'Internent. La première des trois pages vantait, sous forme de teasing humoristique, "la plus grande fusion de l'histoire", la deuxième précisait qu'on parle de la fusion des technologies informatiques si disparates utilisés par les sociétés américaines, et la troisième résumait la stratégie Unix de Sun par le slogan "The network is the computer!".

### Années 1990
Au milieu des années 1990, The network is the computer! est toujours mis en avant par Scott McNealy, PDG de Sun Microsystems, devenu leader mondial des stations de travail, grâce au système d'exploitation Unix et microprocesseur propriétaire Sparc, ne "cesse de progresser sur le marché des ordinateurs serveurs destinés à Internet, que les entreprises s'arrachent", grâce à une "technologie révolutionnaire pour développer des sites Web, Java", qui permet de surmonter certains des problèmes liés à la mise en réseau de machines de différents fabricants, utilisant souvent des systèmes d’exploitation différents. Cela fait "doubler son action depuis un an", avec notamment bon de 40% en deux mois. Mais cet environnement nouveau continuer à évoluer: Internet commence à toucher une partie du grand public, tandis que le duo Intel et Microsoft monte en gamme pour passer du marché des microordinateur à celui des serveurs utilisés dans les entreprises, le second étant visé par la poursuite antitrust du ministère de la Justice des États-Unis.
Scott McNealy, conseillé par son ex-professeur de Harvard, William J. Raduchel, est alors catapulté porte-parole d'une coalition, "parfois distendue", de sociétés souhaitant "offrir des alternatives à la façon dont Microsoft fait de l’informatique" et ce slogan auquel il était depuis longtemps rallié est devenu un concept qui "n'a fait que gagner du terrain avec l’essor d’Internet" et qu'il a complété à partir de 1996 par celui du "AAAA", qui désigne en anglais "connecting anyone, anywhere, at any time, on any device",, parfois traduit en français par Mobiquité, qui figurera en 4ème de couverture du livre consacré en 2002 à Sun . L'éditeur de systèmes pour entreprise Novell, numéro2 mondial du logiciel derrière Microsoft, et très actif sur le marchés des réseaux d'ordinateurs internes aux entreprises, prend à l'époque 15% du capital de la société française Chorus Systèmes, fondée en 1986 sur le marchés des OS Unix par Hbert Zimmerman, après avoir racheté Unix Systems Labs à ATT en 1993, pour le décliner en micro-noyaux Chorus, en prévision d'une élargissement d'Internet à des applications embarquées et au téléphone mobile.
L'offensive Internet de Sun Microsystems est lancée en décembre 1995 et suivie par l'alliance présentée le 20 mai 1996 à San Francisco (Californie): un an après son entrée en Bourse Netscape Communications, qui diffuse le navigateur Web éponyme, le premier de l'histoire, s'allie à IBM, Apple, Sun et Oracle pour lancer une nouvelle génération de machines informatiques, appelées "terminaux bêtes", situées à mi-chemin entre le PC et le Minitel, dont les capacités de stockage et de traitement des informations seraient réduites, afin de ne pas coûter plus de 2500 francs, sans puissance, ou seulement conçus pour réaliser une seule tâche.
Il s'agit pour ces entreprises de transférer l'« intelligence » vers le cœur de réseau, pour contrer Microsoft et Intel deux quasi-monopoles qui « accaparent » la valeur ajoutée des PC.
Pour l'usager, le nouveau modèle proposé signifie que les logiciels seront "loués au lieu d'être achetés" car stockés sur un serveur, où l'utilisateur les activera en fonction de ses besoins. Les patrons de Microsoft et d'Intel y voient un "concept marketing mort-né" mais décident quand même "de simplifier l'usage du PC et surtout d'en réduire les coûts", face à l'enjeu du "renouvellement de plusieurs dizaines de millions de PC, d'autant que Larry Ellison, patron d'Oracle a présenté 'en septembre 1997 une nouvelle version du NC "capable de faire fonctionner les applications bureautiques de Microsoft" et à commercialiser dès novembre tandis qu'un mois plus tard, Sun "traînait Microsoft en justice" pour avoir publié une version incompatible de Java, alors que normalement, les logiciels écrits en Java ne devaient pas être réécrits pour chaque système d’exploitation, brisant la promesse « écrire une fois, exécuter n’importe où » de Sun. Et en novembre 1998, un juge fédéral américain émettra une injonction préliminaire empêchant Microsoft de distribuer d’autres copies de sa version de Java. La stratégie Sun-Oracle-Novell-IBM-Netscape reçoit même ensuite « l'aval de Microsoft ». Bill Gates, cofondateur et patron de Microsoft, a ainsi lancé sur le marché à la mi-septembre 1999 "Windows DNA 2000", DNA signifiant "Distributed InterNet Architecture, ce qui selon la presse  "pourrait marquer le début officiel de l'après-PC", une ère de l'informatique "dans laquelle la puissance de calcul et les applications se trouvent sur les serveurs", accessible via ces fameux « terminaux bêtes ». Mais de 1999 à 2001, les entreprises et les salariés continuent à acheter des PC pour profiter en toute sécurité des nouvelles fonctionnalités, que le "[[]]" a mis en avant, profitant de la montée en gamme des pentium d'Intel pour mener une double attaque, sur le marché du PC et des serveurs, avec Windows NT, vendu en particulier par le consctucteur Dell Computer.
Les entreprises sont réticentes au NC car les problèmes de bande passante insuffisante face à l'explosion du nombre d'utilisateurs internet et des nouveaux usages font craindre l'engorgement du réseau Internet et donc une moindre disponibilité des applications promises. Les opérateurs télécoms ne suivent que lentement, se méfiant de la VoIP passée en 1999 dans le giron de Cisco Systems via des acquisitions, même s'il la réserve à des marchés de niche: les communications vocales sur Internet ne deviendront populaires que dans les années 2010, sur Facebook et Whatsapp, une fois résolus les problèmes de bande passante insuffisante. Cette évolution fera regretter à postériori aux dirigeants de Sun de n'avoir pas investi le marché des gigarouteurs pour opérateurs télécoms.

### Années 2000 et 2010

#### Partage en pair-à-pair
Le début des années 2000 voit en engouement pour le partage de fichiers décentralisé par le modèle économique du pair-à-pair, en particulier pour la musique mais qui se heurte à la question des droits d'auteur.

#### Cloud et datacenters
Le cloud computing, pratique consistant à utiliser des serveurs informatiques à distance, hébergés dans des centres de données, ou "datacenters", connectés à Internet pour stocker, gérer et traiter des données, plutôt qu'un serveur local ou un ordinateur personnel est en plein expansion à partir des années 2000. Les entreprises développent alors massivement la location de logiciel (application de téléphonie mobile, logiciels de bureautique, de dessin, publication, etc.) comme ce fut envisagé au milieu des années 1990, mais aussi de contenu, comme la vidéo à la demande (VAD). Les technologies du cloud computing ont  débouché sur la mise au point de solutions de mégadonnées et de l'informatique ubiquitaire.
Le nuage (public, privé ou communautaire) bénéficie de technologies telles que la virtualisation du matériel informatique, les grilles, l'architecture orientée services et les services web.
Sur le marché des serveurs, devenu avec l'explosion du nombre de sites marchands sur Internet à partir de 1998, dans le sillage du succès commercial d'Amazon.com, le point fort de Sun Microsystems, le reflux avait été violent après la crise financière de 2002 qui avait suivi la bulle Internet. Après avoir investi massivement en 1998-2001, Sun Microsystems s'était retrouvé en grandes difficultés financières en 2002, l'obligeant à désinvestir rapidement et céder des filiales, avant d'être racheté en 2009 lors d'une OPA de l'éditeur de logiciels Oracle, qui a coïncidé avec le dépôt d'un brevet sur le slogan "The Network is the Computer", le nouveau groupe se lançant ensuite dans le "Cloud" par l'achat de la société Cloudflare,, basée à San Francisco. Son réseau, compte un plus grand nombre de connexions à des points d’échange Internet que n’importe quel autre réseau CDN mondial, avec un système de stockage en cache afin de fonctionner comme un réseau de diffusion de contenu (CDN), toutes les requêtes étant retransmises par proxy inverse et le contenu fourni directement par Cloudflare.
La fin des années 2000, période d'émergence de la société Cloudflare a aussi vu l'entrée attendue de Cisco Systems, premier constructeur mondial de routeurs, sur le marché des serveurs, qui était le point fort de Sun Microsystems, dont l'expression "The Network is the Computer" reste le "mantra", mais Cisco "pourrait bien inverser la proposition", selon la presse spécialisée, qui voit alors le géant des réseaux "apporter la plus forte contribution aux serveurs d'entreprises", grâce à son expérience de gestion simplifie des entrées-sorties et lancer un "conflit de titans dans les data centers" autour de la "virtualisation".
La "rupture sur le marché de la téléphonie" dont Cisco avait su profiter en "exploitant l'inertie des acteurs historiques", grâce à la VoIP développée en 1999, pour des communications vocales sur Internet qui deviendront populaires dans les années 2010 sur Facebook et Whatsapp s'était doublée d'une "capacité à intégrer en profondeur les fonctions de téléphonies" aux équipements réseau, via "la généralisation des hyperviseurs", matériel affiné de gestion de bande passante, pouvant servir pour le marché des serveurs, via une "nouvelle génération d'équipements combinant réseau, serveurs et virtualisation", selon l'équipe fondatrice de VMware avant son acquisition par le géant du stockage informatique EMC.
Fondée en 1984 par un couple d’informaticiens dans la ville californienne inspirant son nom Cisco Systems, et entrée en bourse le 16 février 1990 à 10 cents l'action, Cisco avait d'abord répondu à la diffusion de l’Internet Protocol (IP) en commercialisant le routeur Cisco 12000 (en), démocratisant ce marché, puis acheta de nombreuses entreprises de commutateurs réseau, comme Kalpana, Grand Junction, et surtout Crescendo Communications, se lança dans la VoIP en 1999 et connut une ascension fulgurante, devenant la première capitalisation du monde lors de la bulle Internet en 2000, avait dû licencier massivement après la crise de 2008, puis largement se diversifier dans la cybersécurité, par l'acquisition de Sourcefire en 23 juillet 2013 pour un montant de 2,7 milliards de dollars. L'année 2012 avait déjà vu un investissement dans le cloud computing, par l'achat de Meraki pour 1,2 milliard de dollars et de NDS qui deviendra Synamedia.
En "découplant" le marché du système d'exploitation de celui des serveurs par une "couche de virtualisation" qui permet un "exercice de refonte architecturale sans mettre en péril la compatibilité logicielle", Cisco se voit soudain ouvrir à l'aube des années 2010 une voie royale vers "une optimisation de la gestion des ressources".

## Origine du slogan
Le slogan aurait été trouvé par John Gage, directeur scientifique de Sun dès 1984,,, mais ce détail n'apparait pour la première fois que dans un article du 28 juin 2009, de Stefanie Olsen sur le magazine en ligne CNET, mentionnant que John Gage a rejoint l'ex-vice président américain Al Gore dans sa campagne des pratiques plus saine concernant les investissements dans la hi-tech, mais c. L'article est peu après cité comme référence de sa biographie Wikipédia lui attribuant cette paternité, mais il a depuis disparu du site de CNET. Sun venait alors de déposer un brevet sur cette phrase, mais sans communiquer sur ce brevet.
Fondé en 1982 à l'Université de Stanford, en pleine Silicon Valley, sous le nom de "Stanford University Network", pour être à la pointe de la montée en puissance d'Unix grâce au rôle central de son cofondateur Bill Joy, le constructeur informatique vantait dans ses premières publicités « des systèmes ouverts pour des esprits ouverts », mais aurait changé de slogan peu après, selon une anecdote contestée, qui apparait trois ans après l'article Wikipedia de 2009: lors d'un voyage en train en Chine en 1984, John Gage et Bill Joy, cofondateurs de Sun Microsystems en 1982, préparent une conférence prévue à l'arrivée du train, selon leur collègue Dave Edstrom, à qui Bill Joy a racontée cette anecdote beaucoup plus tard. John Gage fait alors remarquer à Bill Joy que l’importance du réseau "augmente de façon exponentielle" et qu'il souhaite le souligner  en préalable à son discours à la conférence. Il propose le slogan « le réseau est le lecteur de disque », mais son compagnon lui rétorque que cela ne résumera pas bien son discours et ils affinent ensemble ce qui "deviendra le slogan le plus célèbre de Sun", selon Dave Edstrom, qui présente au passage Bill Joy comme le "Thomas Edison d'Internet".
Le fournisseur de réseau de diffusion de contenu Cloudflare a acheté les droits de la marque expirée, et John Gage, dans une interview de juillet 2011 avec John Graham-Cumming, mentionne être d'accord avec le fait que Cloudflare ait acheté les droits sur cette phrase, y voyant la récompense de efforts de Sun pour sensibiliser à l'importance d'ordinateurs conçus pour Internet, mais il ne reprend pas son compte l'anecdote, attribuant la paternité de cette phrase au journaliste, en soulignant qu'il lui pose une question sur une période vieille de quatre décennies et en rappelant que Sun ne vendait en 1984 que des stations de travail pour un marché de niche, Unix émergeant à peine.
Selon Dee Cravens, qui avait rejoint Sun fin 1984 comme directeur du marketing, c'est plutôt lui qui a trouvé ce slogan, pas plus tard que début 1985, afin de trouver une formulation plus percutante qu'"informatique distribuée", l'improvisant au beau milieu d'une réunion d'une trentaine de personnes discutant de la stratégie marketing de Sun, au moment où un autre orateur développait l'idée de l'"informatique distribuée". C'est seulement "plus tard dans l'année" que l'idée aurait ensuite été présentée par Cravens au français Bernard Lacroute, directeur général de Sun depuis 1983, qui l'accepte, le président Scott McNealy restant lui "neutre" sur le sujet. Mais cette anecdote à la gloire de cet autre auteur présumé du slogan n'a été rapportée que dans un livre consacré en 1999 à l'histoire de Sun. Dee Cravens y précise que l'idée avait été ensuite âprement débattue, les ingénieurs "adorant" et les commerciaux "détestant" car craignant que les clients n'accrochent pas. Sun décide de l'abandonner, puis y revient. Et elle ne se concrétise finalement qu'en octobre 1987, quand Dee Cravens, serait  finalement parvenu à faire accepter le principe d'une campagne de publicité à Scott McNealy, celui-ci préférant plus souvent communiquer via les journalistes, après avoir préparé un plan pour le convaincre.
Le slogan devient alors le titre de l'une des trois pages  achetées dans le Wall Street Journal, la première vantant, sous forme de teasing humoristique, "la plus grande fusion de l'histoire", la deuxième précisant qu'on parle de la fusion des systèmes d'exploitation informatiques si disparates utilisés par les sociétés américaines, et la troisième développant la stratégie Unix de Sun à l'aide du slogan.
Le livre ne précise pas s'il agissait alors d'expliquer la "fusion" entre l'informatique et les télécoms qu'est censée symboliser l'achat par ATT, le géant américain du téléphone, de 20% du capital de Sun pour 350 millions de dollars, le 20 octobre 1987, soit au lendemain du deuxième pire krach boursier du XXème siècle. Mais un autre livre rappellera en 2009 une campagne de publicité importante de Sun en 1987, avec le même titre, vantant à quel point le soutien d'ATT allait aider à "unifier" les systèmes Unix autour d'une même architecture de processeurs SPARC, celle dévoilée par Sun quelques mois avant, au Planétarium Hayden de New York le 8 juillet 1987. L'hebdomadaire InfoWorld a détaillé le 26 octobre 1987 la stratégie annoncée la semaine précédente par l'alliance Sun-ATT, censée créer une grosse part de marché créant un standard de fait, en bénéficiant aussi d'énormes économies d'échelle dans la fabrication de processeurs SPARC, une idée qui réplique le "Wintel monopoly" développé dans microordinateurs le Wall Street Journal de peu après qualifier Sun de "prochain géant de l'informatique".
L'auteur qui rapporte les souvenirs de Dee Cravens une quinzaine d'années après, mentionne dans son ouvrage un autre livre, écrit en 1990 par d'ex-salariés de Sun, dans lequel était évoqué une étude commerciale des perceptions des clients de Sun dans les années 1980, effectuée pour le constructeur, décevante car montrant un seul d'entre eux faisant le lien entre ce thème et la société. Les deux ex-salariés de Sun auteurs du livre de 1990 y notent surtout que l'entreprise a "poursuivi avec ténacité la vision des systèmes ouverts parce qu’ils ont donné à l’entreprise une distinction immédiate par rapport à ses concurrents", dans son souci de vite grimper au palmarès mondial. Ce slogan réapparait dans la presse avec une publicité de mars 1988 précisant qu'il est protégé. L'hiver 1987-1988 apparait ainsi comme celui des premières traces écrites de ce slogan chez Sun, les souvenirs oraux de 1984 et 1985 racontés à 1999 et après étant plus sujets à caution.
D'autres récits encore plus récents et moins circonstanciés mentionnent comme auteur Scott McNealy, gestionnaire sorti de Harvard et président de Sun dans les années 1980 et 1990.

## Lectures complémentaires
- Perry, « John Gage: he is the network », IEEE Spectrum, vol. 41, no 2,‎ février 2004, p. 32–33 (ISSN 1939-9340, DOI 10.1109/MSPEC.2004.1265128, S2CID 42375939, lire en ligne)